# Pelodryadidae
Pelodryadidae es un clado de anfibios anuros endémicos de Australasia. Contiene 3 géneros y 218 especies, hasta hace poco pertenecientes a la subfamilia Pelodryadinae de la familia Hylidae.

## Géneros
Se reconocen las siguientes según ASW:
- subfamilia Litoriinae Dubois & Frétey, 2016 
  - Litoria Tschudi, 1838
- subfamilia Pelodryadinae Günther, 1858
  - Ranoidea Tschudi, 1838
  - Nyctimystes Stejneger, 1916
- Incertae sedis :
  - "Litoria" castanea (Steindachner, 1867)
  - "Litoria" jeudii (Werner, 1901)
  - "Litoria" louisiadensis (Tyler, 1968)
  - "Litoria" obtusirostris Meyer, 1875
  - "Litoria" vagabunda (Peters and Doria, 1878)